# Cambará do Sul
Cambará do Sul là một đô thị thuộc bang Rio Grande do Sul, Brasil. Đô thị này có diện tích 1212,534 km², dân số năm 2007 là 6959 người, mật độ 5,74 người/km².